# C'est arrivé à Aden
Pour plus de détails, voir Fiche technique et Distribution.
C'est arrivé à Aden est un film français de Michel Boisrond sorti en 1956.

## Synopsis
Fin XIXe, une troupe de comédiens passe à Aden, alors garnison anglaise.

## Fiche technique
- Titre : C'est arrivé à Aden
- Réalisation : Michel Boisrond, assisté de Jacques Poitrenaud et Jean-François Hauduroy
- Scénario : Jean Aurel et Michel Boisrond, d'après le roman de Pierre Benoit « Les environs d'Aden », Editions Albin Michel, Paris, 27 mars 1940, 316 pages
- Dialogues : Constance Coline et Jacques Emmanuel
- Script-girl : Denise Morlot
- Décors : René Moulaert
- Costumes : Frédéric Junker, Rosine Delamare et Paulette Coquatrix
- Directeur de la photographie : Marcel Grignon   Dyaliscope Eastmancolor
- Photographe de plateau : Pierre Le Fauconnier
- Son : Antoine Petitjean
- Montage : Claudine Bouché
- Musique : Georges Van Parys
- Coiffeur : Marc Blanchard
- Maquillage : Anatole Paris, Marcelle Testard
- Producteur : Simon Barstoff
- Production : S.B. Films
- Régisseur général : René Noël
- Distribution : Cocinor (France), Ciné-Vog Films (Belgique)
- Pays :  France
- Format : Couleur (Eastmancolor) - 2,35:1 - 35 mm - Son mono
- Genre : Comédie
- Durée : 88 minutes
- Dates de sortie : 
  - France - 22 août 1956
- Affiche : Jean Mascii (France)

## Distribution
- Dany Robin : Albine
- André Luguet : le gouverneur
- Jacques Dacqmine : le capitaine Burton
- Robert Manuel : Zafarana
- Elina Labourdette : Simone
- Odile Mallet : Elizabeth
- Michael Lonsdale : Sinclair
- Claude Rich : Price
- Dominique Page : Lucette
- Jean Bretonnière : le prince de Khamarkar
- Jacques Duby : Gremilly
- André Versini : Lusignan
- Georges Chamarat : le capitaine du navire
- Jacques Ferrière : Joyce
- Michel Etcheverry : le pasteur Sanderman
- Roger Saget : Clairville
- Clément Harari : Abdullah
- Robert Pizani : Hubert Robert
- Bachir Touré : Ali
- Geneviève Brunet : Margaret
- Edmond Ardisson : le patron
- Maurice Dorléac
- Charles Lemontier
- Laure Paillette
- Jacques Morlaine